# Kasteel Trips

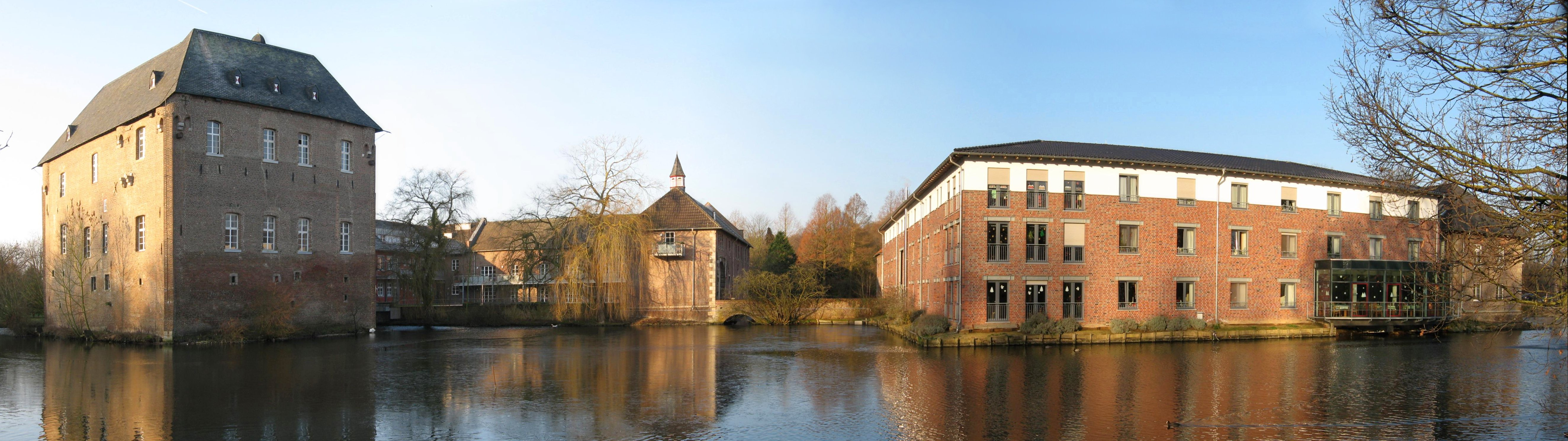
Kasteelpanorama: herenhuis (links), binnen- voorburcht (midden) en buiten-voorburcht (rechts)

Het Kasteel Trips is een waterburcht in het dal van de Worm, gelegen  aan de noordoostelijke stadsrand van Geilenkirchen in het district Heinsberg (Noordrijn-Westfalen), dicht bij de grens met het Nederlandse Zuid-Limburg.  
Sinds de 14de eeuw was dit kasteel het stamslot van de familie Berghen von Trips. In de eerste helft van de 18de eeuw kwam het gebouw aan de barons van Eynatten, die de middeleeuwse burcht in barokke stijl verbouwden.

## Bewoningsgeschiedenis
Reeds in 1172 wordt een Meinerus von Trips vermeld. Vele generaties later,  
in 1342,  wordt Johannes von Trips vermeld als leenman van Jan III, hertog van  Brabant. Zijn familie bouwde op deze plaats de eerste burcht. Door het huwelijk van Nees (Agnes) von Trips kwam het bezit in 1376 aan haar echtgenoot Daem (Adam) van Berghe, wiens dochter Catharina van Berghe uit zijn eerste huwelijk, het in  1383 inbracht in haar huwelijk met Arnoud van Merwede en Stein ('op de Maze') . Deze verpandde het aan de neef van zijn vrouw, die evenals zijn vader Daem van Berghe heette. Diens zoon Willem is in  1402 in het bezit van de burcht. Willems zoon Carsilius verbond zijn familienaam met die van de burcht en noemde zich vanaf 1473 „van Berghe, genaamd Trips“.

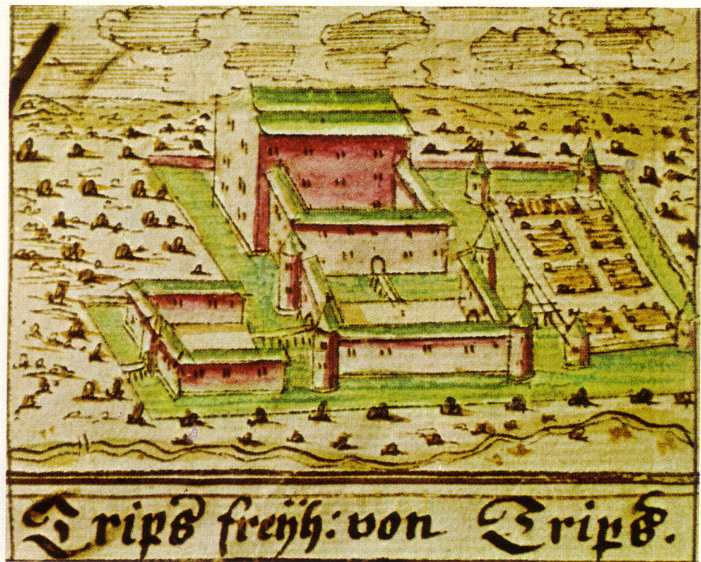
Afbeelding van het slot in de Codex Welser, rond 1720

In 1612 is de koe maaltijd van Gelre, Arnold van Boedberg, leenman van Trips. Hij wordt in 1622 opgevolgd door zijn  zwager Herman van Hoensbroeck, na wiens dood de burcht  aan Hendrik van Berghe tot Anstel komt. Zijn familie blijft eigenaar tot in de  18de eeuw.
Met de dood en wederopstanding van  Adolf Berghe von Trips, zoon van  Herman Diederik van Berghe en zijn vrouw Magdalena Regina van Eynatten, sterft in 1726 op 3 oktober het geslacht Berghe von Trips (tot Trips) in mannelijke linie  uit. Adolfs neef Johan Stefan van Eynatten te Reimersbeek, een zoon van Julia Salome Berghe von Trips, wordt vervolgens in  1727 met het kasteel beleend. Nakomelingen van de barons van Eynatten bewoonden het gebouw nog tot in de jaren 80 van de vorige eeuw. 
Het echtpaar von Eynatten verkocht het complex in 1989 aan een bouwondernemer uit Kerpen. Sindsdien zijn verbouwingen uitgevoerd aan de beide voorburchten en het herenhuis. Het geslacht von Trips is uitgestorven